# Таволжанка (приток Чусовой)
Таволжанка — река в Свердловской области, приток Чусовой, впадает в неё в 309 км от устья по правому берегу. Длина реки 10 км. Истоки — на территории Висимского заповедника, среднее течение в городском округе Староуткинск, нижнее течение на территории природного парка Река Чусовая в Шалинском городском округе.

## Данные водного реестра
По данным государственного водного реестра России, река Таволжанка относится к Камскому бассейновому округу, речной бассейн — Кама, подбассейн — Кама до Куйбышевского водохранилища (без бассейнов рек Белой и Вятки), водохозяйственный участок — Чусовая от города Ревды до в/п посёлка Кын.
Код объекта в государственном водном реестре — 10010100612111100010546